# ماركوس ليسينيوس كراسوس
ليكينيوس كراسوس (لاتينية: M·LICINIVS·P·F·P·N·CRASSVS) (ح. 115 ق.م. - 53 ق.م.) سياسي وقائد عسكري روماني ويُزعم أنه كان يملك ما يربو على 200,000,000 سسترس في قمة ثروته. فكان مثل قارون في زمانة ومازال يعد ضمن أغنى عشر رجال في قائمة أغنى شخصيات تاريخية، إلا أن كراسوس كان يتشوق ليكون فاتحاً منصوراً، ويدخل رومة بموكب عظيم. هذه الرغبة في الانتصار قادته إلى سوريا، حيث هُزم ولقي مصرعه في هزيمة الرومان في حران على يد السپاه‌بد الپارثي سورنا أعدم بصب الذهب المصهور في فمه عقوبة له عن جشعه وحبه للمال.

## تاريخ
قاد نصر سولا الحاسم في معركة البوابة الكولينية، وأخمد ثورة العبيد التي قادها سپارتاكوس ودخل في حلف سري، سُمي الثلاثية الأولى، مع گنايوس پومپيوس ماگنس وگايوس يوليوس قيصر. 
إلا أن شهرة كراسوس في تاريخ العالم تنبع من دعمه بالمال للشاب الفقير يوليوس قيصر، الأمر الذي مكن قيصر من بدء مستقبله السياسي.
كوَّن كراسوس مع كل من قيصر وبومبي، المجلس الحاكم الثلاثى عام 60 ق.م. ومن قبل، تقلد كراسوس منصب القاضي والقنصل والرقيب. وأُطلق عليه لقب الثري لأنه جمع ثروة طائلة من العقارات والضياع والإقطاعات، وقد استخدم منصبه لكسب تأييد أصدقائة في التجارة. وفي عام 71 ق.م.، سحق كراسوس ثورة سبارتاكوس. 
وفي عام 55 ق.م.، صار قنصلاً مرة أخرى مع پومپي، وأمر بمنح مقاطعتي هسپانيا لپومپي وسوريا لكراسوس لخمس سنين.

## وفاته
وفي سعيه للمجد والصيت كالفاتحين، شن حرباً ضد الأشكانيين عام 53ق م، حاصر رماة العدو جيشه وقتلوه ومعظم جنوده.

## طالع المزيد

### مقالات ذات صلة
- حروب الإمبارطورية الفارسية الرومانية

### وصلات خارجية
- ماركوس كراسوس